# ولاد الطاهر (الخناشفة)
ولاد الطاهر هو دُوَّار يقع بجماعة أولاد بن حمادي، إقليم سيدي سليمان، جهة الرباط سلا القنيطرة في المملكة المغربية. ينتمي الدوّار لمشيخة الخناشفة التي تضم 7 دواوير. يقدر عدد سكانه بـ 249 نسمة حسب الإحصاء الرسمي للسكان والسكنى لسنة 2004.

## روابط خارجية
- البوابة الوطنية للجماعات الترابية
- المندوبية السامية للتخطيط